# Gold and the Woman
Gold and the Woman è un film muto del 1916 diretto da James Vincent che ha come star Theda Bara. Tra gli altri interpreti, anche Alma Hanlon.

## Trama
Hester Gray, discendente di Dugald Chandos, uno dei primi coloni, eredita le migliaia di acri rubati agli indiani. La ragazza vuole sposare Lee Duskara, il bis-bis-nipote del vecchio capo Duskara, così da restituire almeno metà dei terreni al loro legittimo proprietario. Il tutore di Hester, il colonnello Ernest Dent, cade sotto le grinfie di un'avventuriera messicana, tale Juliet de Cordova che lo convince a sposare la sua pupilla così da impossessarsi delle terre che dovranno essere messe a nome di Juliet.
Dent costringe Hester al matrimonio continuando però a frequentare Juliet. Quando Hester scopre il suo tradimento e di come l'abbiano giocata, tenta il suicidio. Viene salvata da Lee e, dopo la morte di Dent, ucciso da una vita dissipata, si sposa con lui che, nel frattempo, è riuscito a ottenere la proprietà della terra dal tribunale al quale si è rivolto.

## Produzione
Il film fu prodotto dalla Fox Film Corporation con il titolo di lavorazione Retribution .

## Distribuzione
Il copyright del film, richiesto da William Fox, fu registrato il 12 marzo 1915 con il numero LP7811.
Distribuito dalla Fox Film Corporation, il film uscì nelle sale cinematografiche statunitensi il 13 marzo 1916.
Il film è presumibilmente perduto .